# 사토 히로미치
사토 히로미치(일본어: 佐藤 弘道, 1968년 6월 14일 ~ )는 일본의 탤런트, 배우, 의학박사이다.

## 출연
- 엄마와 함께